# Accademia delle Arti del Disegno
Die Accademia delle Arti del Disegno ist eine private Vereinigung mit Sitz in Florenz. Sie ist die Nachfolgeinstitution der ältesten, von einer öffentlichen Autorität gegründeten Kunsthochschule der Welt.

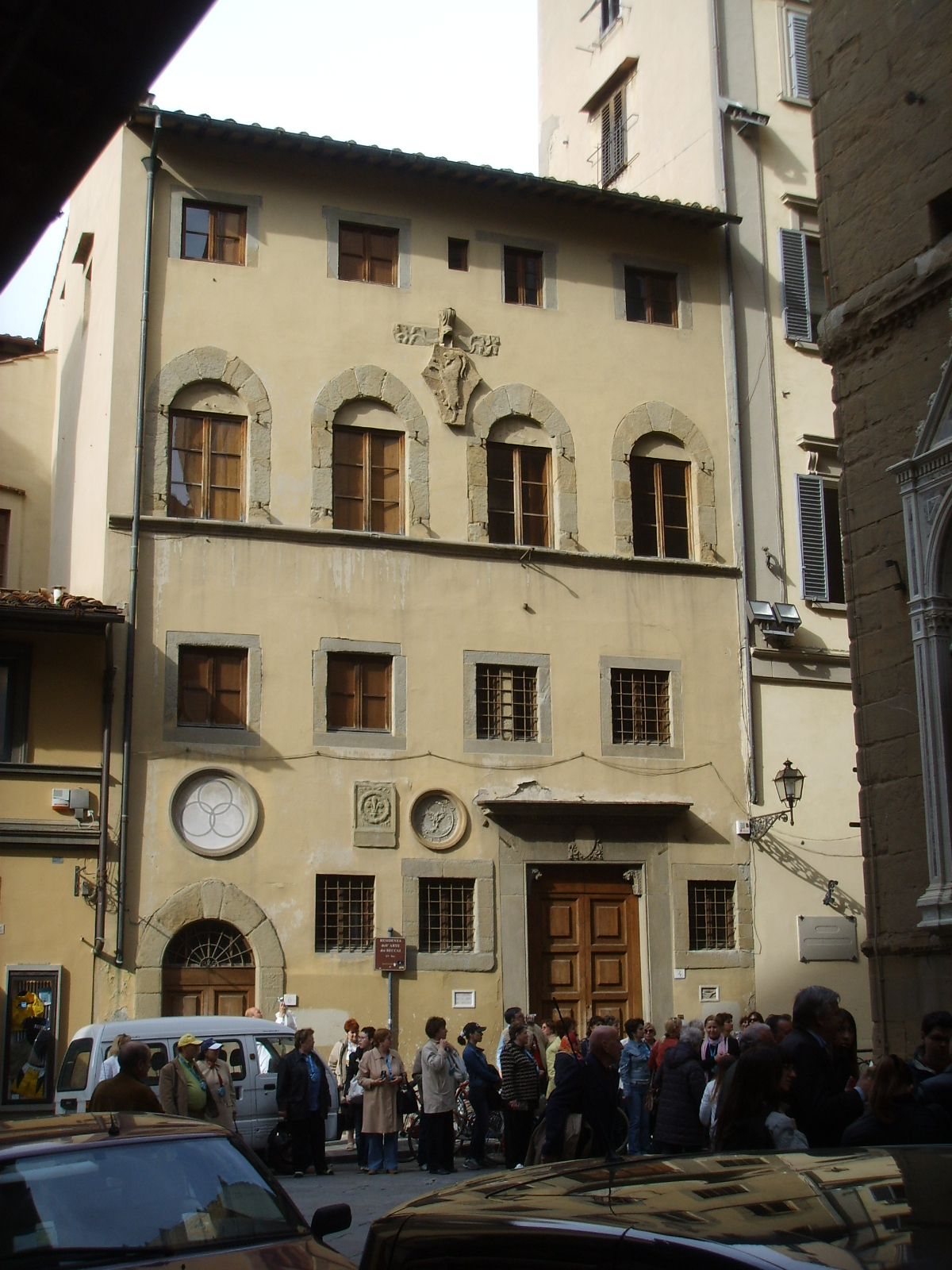
Der Florentiner Sitz der Accademia im Palazzo dell’Arte dei Beccai

Ihre Gründung unter dem Namen Accademia del disegno geht auf den Januar 1563 zurück. Nach einer tiefgreifenden Reform im Jahr 1784 wurde der Name in Accademia di belle arti di Firenze (Akademie der schönen Künste von Florenz) geändert und die Lehrtätigkeit erweitert. Innerhalb derselben Institution existierten das (fast neu gegründete) eigentliche Schulinstitut und das Professorenkollegium, das auch hinsichtlich seiner ehrenamtlichen Zusammensetzung die Nachfolge der älteren Institution antrat und dem nur einige Befugnisse zur Beurteilung der Arbeit der einzelnen Schulen der Akademie erhalten blieben.
Das Professorenkollegium war für die Auslobung bestimmter Kunstpreise, die Beurteilung bei nationalen Wettbewerben und die Verwaltung eines Teils des Vermögens zuständig. Später nahm das Professorenkollegium, nach der Umsetzung der mit der Schulreform durch Gentile aufgestellten Richtlinien, den Namen Accademia delle Arti del Disegno an. Seit 1938 ist sie wieder selbständig und übernimmt die Funktionen, Vorrechte und einen Teil der Nachfolge der Accademia del Disegno. Sie ist eine in fünf Disziplinen (Malerei, Bildhauerei, Architektur, Geisteswissenschaften und Kunstgeschichte) gegliederte Vereinigung, die sich mit dem Schutz des Erbes, dem Studium und der Entwicklung der künstlerischen, geisteswissenschaftlichen und wissenschaftlichen Disziplinen befasst, indem sie den Dialog zwischen den Wissenschaften organisiert und fördert.
Zu ihren Mitgliedern zählen unter anderem Michelangelo Buonarroti, Benvenuto Cellini, Andrea Palladio, Galileo Galilei, Lorenzo Bartolini und sogar Pablo Picasso.

## Geschichte

### Ursprung
Die Gründung der Compagnia di San Luca wird traditionell auf das Jahr 1339 datiert. Sie entstand als besondere Gruppierung innerhalb der Arte dei Medici e Speziali, um die Verehrung der „Dipintori“ (Maler) der Stadt zu fördern. Obwohl sie auch fromme Zwecke verfolgte, hatte die Gilde einen „professionellen“ Charakter, jedoch ohne jeglicher Absicht der gegenseitigen Hilfe. Sie wurde nach dem Evangelisten Lukas benannt, der traditionell als erster die Jungfrau porträtiert haben soll. Diese Gesellschaft hatte keinen festen Versammlungsort, versammelte sich aber häufig in Räumen (darunter mindestens zwei verschiedene Kapellen), die vom Ospedale di Santa Maria Nuova auf dessen Grundstücken zur Verfügung gestellt wurden. Der Eifer und die Beteiligung dieser Gruppe, von der einige Aufzeichnungen im Archivio di Stato di Firenze erhalten geblieben sind, ließ allmählich nach.

### Geschichte der Accademia
Ein Bildhauermönch, der in den Orden der Serviten eingetreten war, Giovannangelo Montorsoli, schlug dank seiner Freundschaft mit dem Architekten und Vertrauten des Medici-Hofes, Giorgio Vasari, und dem Spedalingo (Vorsteher) des Ospedale degli Innocenti, Vincenzo Borghini, die Wiederbelebung der Compagnia di San Luca vor. Vasari und Borghini erkannten das Potenzial und die Notwendigkeit und schlugen Cosimo de’ Medici, dem damaligen Herzog von Florenz, vor, eine gemeinschaftliche Einrichtung für die künstlerische Ausbildung zu gründen, welche die traditionelle Werkstatten ergänzen sollte. So entstand eine Gesellschaft und Akademie für Zeichnen, deren erste Statuten am 13. Januar 1563 verkündet wurden.
Während die Compagnia die umfassendste Vereinigung war, der alle Künstler beitreten konnten, war die Accademia, die sich nur aus den bedeutendsten Persönlichkeiten zusammensetzte, ein begrenztes Gremium, das die Compagnia leitete und unter anderem die Aufgabe hatte, die gesamte künstlerische Produktion des Fürstentums der Medici zu schützen und zu überwachen.
Die Rolle und das Prestige dieser Institution, die gewiss nicht auf die engen politisch-wirtschaftlichen Grenzen des toskanischen Fürstentums beschränkt war, erreichte bald ungeahnte Höhen. Der erste Akademiker, der zum Vater und Meister der Künste gewählt wurde, war Michelangelo Buonarroti, und von da an baten viele Künstler aus ganz Italien um Aufnahme in die Vereinigung, zu der Francesco da Sangallo, Agnolo Bronzino, Benvenuto Cellini, Giorgio Vasari, Bartolomeo Ammannati, Giambologna, Jacopo Ligozzi, Tizian, Tintoretto, Palladio usw. gehörten. Es handelte sich um eine überwiegend männliche Bruderschaft, da die Fachleute hauptsächlich Männer waren, obwohl die Aufnahme von Frauen offiziell nicht ausgeschlossen war: die erste, die aufgenommen wurde, war Artemisia Gentileschi.
Nach dem Vorbild der florentinischen Einrichtung versammelte Federico Zuccari 1593 die in Rom tätigen Künstler in einer ähnlichen Institution, der Accademia di San Luca.
Die „Accademia del Disegno“ in Florenz, deren Bedeutung bereits bei der Vorbereitung von Michelangelos Begräbnis in der Basilika San Lorenzo in Florenz im Jahr 1564 und bei den zahlreichen Triumphzügen, die in der Stadt stattfanden, gefeiert und anerkannt wurde, wurde bereits 1585 in den Rang einer „Arte“ (Gilde) erhoben, womit ein eigenes internes Gericht für die Mitglieder und zahlreiche Privilegien anerkannt wurden, was dazu führte, dass die bürokratisch-administrative Tätigkeit gegenüber der erzieherischen und kunstfördernden Tätigkeit überwog.
Dennoch wirkten hier viele hervorragende Professoren, darunter Galileo Galilei.
Die Akademie, die 1603 mit der Überwachung der Ausfuhr von Kunstwerken aus dem Großherzogtum Toskana beauftragt wurde, setzte ihre Aufgabe der Lehre und der Anleitung der Künste an ihren zahlreichen Sitzen fort. Davon ist heute nur noch die Kapelle San Luca im Kreuzgang der Basilika Santissima Annunziata in Florenz erhalten, in der zahlreiche bedeutende Akademiker begraben sind, darunter Jacopo da Pontormo, Bronzino und Cellini. Der letzte, der dort begraben wurde, war Rodolfo Siviero, Präsident der Accademia von 1971 bis 1983.
Im Jahr 1784 reformierte Großherzog Peter Leopold von Lothringen die „Accademia del Disegno“. So entstand die Accademia delle belle arti, deren Hauptzweck darin bestand, verdienten Jugendlichen eine kostenlose künstlerische Ausbildung zu ermöglichen. Die Zuständigkeiten für Kultur, Diskussion und Förderung sowie für die Vergabe von Preisen und die Verwaltung des Vermögens wurden jedoch einem internen Gremium der Accademia di belle Arti, dem Professorenkollegium, anvertraut. Das Professorenkollegium nahm in dieser Eigenschaft weiterhin die meisten Funktionen der ehemaligen Accademia del Disegno wahr bis 1873 diese Funktion ausdrücklich anerkannt wurde, indem die Doppelfunktion und der Name in den erneuerten Statuten ausdrücklich genannt wurden.
1936 führten die von der faschistischen Regierung erlassenen Gesetze zur Reform der Kunsterziehung zur Einsetzung eines Kommissärs der Accademia di belle Arti, die den Auftakt zur endgültigen Trennung der „Accademia delle Arti del Disegno“ und der „Accademia di belle Arti“ bildete, die auch heute noch getrennte und eigenständige Institute sind.
Die „Accademia di belle Arti“ ist eine öffentliche Lehranstalt, während die „Accademia delle Arti del Disegno“ bis 1958 zum Bildungsministerium gehörte und seitdem den Charakter einer privaten Institution hat.
Seit 1971 hat die Akademie der Zeichenkunst ihren Sitz im Palazzo dell’Arte dei Beccai aus dem 14. Jahrhundert und ist heute in fünf Klassen unterteilt: Malerei, Bildhauerei, Architektur, Kunstgeschichte und Geistes- und Naturwissenschaften. Zu jeder Klasse gehören zwei Gruppen von Akademikern mit jeweils 15 Mitgliedern: ordentliche Mitglieder und Korrespondenten. 5 emerirte Akademiker vervollständendigen die Funktionen der einzelnen Klassen. Die Gesamtheit der Akademie wird durch die Ehrenakademiker vervollständigt, d. h. durch all jene Personen, deren kulturelle, künstlerische, soziale oder besondere Verdienste um das Institut anerkannt worden sind.

## Präsidenten
Die amtierende Präsidentin seit 2015 ist Cristina Acidini, der emeritierte Präsident ist Luigi Zangheri.